# Solapa (indumentària)
La solapa (castellanisme) o doblec o gira és aquella part de la vora frontal d'una peça de vestir que es doblega enfora tot deixant descoberta una part del bust. S'ajunta (sovint cosida) al coll de la peça, de manera que el tot forma una mena de coll doble, amb les puntes del coll i de la solapa separades per un cran obert; aquest aplec també s'anomena a voltes gira per tal de distingir-lo del coll simple (d'ací, per exemple, la distinció entre guerreres «de coll» i «de gires»). Modernament coll i doblecs poden constituir una peça aplicada conjuntament al cos de la peça principal.
El català gira equival a l'anglès lapel, esp. solapa, fr. revers, it. risvolto, port. lapela, rom. rever, etc.
La gira és sobretot en jaquetes, abrics, gavardines i peces exteriors anàlogues, així com en llurs equivalents militars (guerrera, capot, etc.). També pot haver-n'hi en pijames, en vestits femenins, etc. Les gires poden ser de les mateixes colors i teixit que la resta de la peça, o bé contrastar-hi.

Gira dreta

Gira en punxa

Gira rodona

En les jaquetes, la gira esquerra pot dur un trau merament ornamental, que tradicionalment els elegants aprofitaven per a col·locar-hi una flor, generalment un clavell. Aquest trau ornamental, transmès per tradició, és reminiscència dels traus, ben funcionals, que en les casaques servien realment per a cordar la peça amb botons cosits a la solapa dreta.
La gira civil pot adornar-se, així mateix, amb un fermall, una insígnia, etc. En els uniformes militars dotats de solapa, el coll d'aquesta sol ésser el punt de col·locació d'insígnies de tipus divers, com, en particular, divises, emblemes, aplicacions de coll…
Hi ha tres grans tipus de gira:
- Gir dreta, amb dibuix en doble triangle, típica de les peces superiors rectes. És la forma bàsica i majoritària de solapa.
- Gira en punxa, típica de les peces superiors creuades, i desenvolupada per mor de la simetria; d'ençà la dècada de 1920 també pot donar-se en jaquetes rectes.
- Gira rodona, en forma de corba contínua, sense puntes i sense cran; en certa manera, es podria considerar un coll que imita una gira. És típica de l'esmòquing, motiu pel qual també es coneix com a gira d'esmòquing. Quan s'usa en vestits femenins o en pijames rep el nom de coll esmòquing.

La gira va néixer en el primer terç del segle xviii arran del costum militar de girar la vora frontal de la casaca. La solapa de casaca, però, diferia bastant de l'actual: sovint resseguia tot el frontal; incorporava traus i botons per a cordar-la; i no sempre es combinava amb coll. Com que usualment el folre de la casaca era de color diferent del frontal, això causava un contrast de colors que els militars incorporaren a les normes uniformològiques com a identificador d'arma o d'unitat; en les casaques civils, la color contrastant de la gira s'usà merament com a decoració.
Quan, en el primer quart del segle xix, la casaca fou substituïda per jaquetes de faldons drets, aquestes adaptaren la gira a la manera actual; i, per analogia, aquesta mena de doblec fou aplicat també a altres peces susceptibles de dur-ne. En el món militar, al contrari, les gires trigaren bastant a ésser aplicades a les guerreres (bé que no tant als capots).
En mostrar una part més o menys considerable del bust, l'existència de gires en les jaquetes promogué el desenvolupament i allargament de la corbata, complement indispensable de la jaqueta en la indumentària formal masculina i, molt especialment, en el vestit.
L'amplada de les gires, sobretot en les jaquetes, varia amb la moda; va atènyer el màxim en la dècada de 1970 i el mínim en la de 1980.
Fora del camp de la vestimenta hi ha altres elements formats per plegatge que s'anomenen gira, com ara la part de la sobrecoberta plegada sobre les cobertes d'un llibre, i la part del sobre que el tanca.
La forma solapar(-se), que se sent a voltes, és castellanisme per encavalcar(-se) o encavallar(-se).